# Seefeld
Seefeld er en uddød jysk lavadelsslægt.
Den jyske lavadelslægt Seefeld, som i det 16. århundrede tog navn efter sit våben — en med tre søblade belagt bjælke — føres tilbage til to brødre, ridderen Thomes Mogensen (nævnt 1400 og 1423) til Dalsgård og Jep Mogensen (nævnt 1400 og 1406) til Refsnæs, hvis sønnesøns søn Niels Jensen (død tidligst 1537) til Refsnæs var bedstefader til Christoffer Lauridsen Seefeld (1543-1612) til Refsnæs; dennes sønner var Viffert Seefeld (1588-1662) til Viffertsholm og Tustrup og bogsamleren og rigsråden Jørgen Seefeld (1594-1662) til Næs og Tustrup.
Ridderen Thomes Mogensen (nævnt 1400 og 1423) var oldefader til Jens Tygesen (død mellem 1532 og 1538) til Dalsgård, hvis sønnesøn var hofmester Jacob Seefeld (1545-1599) til Visborggård og Sostrup; af hans børn skal nævnes Sophie Seefeld (død 1601), der ægtede rigsråden »rige« Hans Johansen Lindenov (1573-1642), og Enevold Seefeld (død tidligst 1655) til Dalsgård og Visborg m.m., hvis søn Jørgen Seefeld (1606-1666) til Visborggård, Stenalt, Vår og Øland var bedstefader til major Jørgen Ulrik Seefeld (1676-1745), med hvem slægten udsluktes.